# Sikaszó
Sikaszó (korábban Sikaszómezeje, románul: Șicasău) falu Romániában, Hargita megyében.

## Története
Zetelaka része. 1956-ig adatai a községéhez voltak számítva. A trianoni békeszerződés előtt Udvarhely vármegye Udvarhelyi járásához tartozott.
Római katolikus templomát 2018. július 28-án szentelték fel. Az építmény a székelyudvarhelyi Luka Csaba tervei alapján készült.

## Népessége
2002-ben 132 lakosa volt, ebből 131 magyar és 1 román.

## Vallások
Lakóinak döntő többsége római katolikus vallású.

## Képgaléria
- Képek Sikaszó környékéről a www.erdely-szep.hu honlapon